# Romain Grégoire
Romain Grégoire (Besançon, 21 januari 2003), is een Frans wielrenner en veldrijder die sinds 2023 uitkomt voor Groupama-FDJ.

## Carrière

### Junioren
Als jonge jongen begon Grégoire met veldrijden, en ging hij op fietsvakanties met zijn vader. Al snel ging Grégoire de kant op van het wielrennen. In deze tak van de sport won hij op jonge leeftijd meerdere nationale kampioenschappen. In 2021 werd hij onder andere Europees kampioen op de weg bij de junioren. Tevens behaalde Grégoire een overwinning op Nederlandse bodem, dit was in de 3e etappe van de Internationale Junioren Driedaagse. In 2022 was Grégoire zeer succesvol in eendaagse wedstrijden. Zo won hij verspreid over vier dagen drie verschillende wedstrijden. Waaronder Luik-Bastenaken-Luik voor junioren. Daarnaast was hij succesvol in de Girobio, de Ronde van Italië bij de beloften. Hier won hij naast het puntenklassement ook de 7e etappe.

### Profs
Grégoire kreeg zijn eerste profcontract in 2023. Waar hij in 2022 al reed voor de opleidingsploeg van Groupama-FDJ, kreeg hij in het volgende jaar daar een professioneel contract aangeboden. In de Strade Bianche van 2023 behaalde hij een achtste plaats, en hij finishte als tweede in de Grote Prijs van Plumelec. Hij nam eveneens deel aan de Amstel Gold Race maar reed deze niet uit. Zijn eerste professionele overwinning behaalde Grégoire in de Vierdaagse van Duinkerke. Hij won hier de tweede etappe. Daarnaast won hij ook het jongeren- en eindklassement.

## Overwinningen

### Profs
2023
2e etappe Vierdaagse van Duinkerke
Eind- en jongerenklassement Vierdaagse van Duinkerke
1e en 3e etappe Ronde van de Limousin-Nouvelle-Aquitaine
Eind- en jongerenklassement Ronde van de Limousin-Nouvelle-Aquitaine
2024
5e etappe Ronde van het Baskenland
2025
Jongerenklassement Ronde van de Algarve
Faun-Ardèche Classic
1e etappe  Ronde van Zwitserland

## Resultaten in voornaamste wedstrijden
| Jaar | Ronde van Italië | Ronde van Frankrijk | Ronde van Spanje |
| ---- | ---------------- | ------------------- | ---------------- |
| 2023 |                  |                     | 42e              |
| 2024 |                  | 41e                 |                  |
| 2025 |                  | 34e                 |                  |

| Jaar | Milaan-San Remo | Amstel Gold Race | Luik-Bast.‑Luik | Ronde van Lombardije | Waalse Pijl | Strade Bianche |  | WK op de weg |
| ---- | --------------- | ---------------- | --------------- | -------------------- | ----------- | -------------- |  | ------------ |
| 2023 |                 | opgave           |                 | 91e                  |             | 8e             |  |              |
| 2024 |                 | 12e              | 24e             | 32e                  | 7e          | 39e            |  | 38e          |
| 2025 | 30e             | 7e               | 19e             |                      | 7e          | 52e            |  |              |

## Ploegen
- 2022 –  Equipe continentale Groupama-FDJ
- 2023 –  Groupama-FDJ
- 2024 –  Groupama-FDJ
- 2025 –  Groupama-FDJ

Armirail · Askey · Davy · Démare (tot 31/7) · Gaudu · Geniets · Germani · Grégoire · Konovalovas · Küng · Ladagnous · Le Gac · Lienhard · Madouas · Martinez · Molard · Pacher · Paleni · Penhoët · Pinot · Pithie · Scotson · Stewart · Storer · Thompson · van den Berg · Watson · Welten
Askey · Barthe · Bystrøm · Davy · Gaudu · Geniets · Germani · Grégoire · Gruel (vanaf 1/3) · Konovalovas · Küng · Le Gac · Le Huitouze · Lienhard · Madouas · Martinez · Molard · Pacher · Paleni · Penhoët · Pithie · Rochas · Russo · Sarreau · Thompson · van den Berg · Walls · Watson